# Webster Hall
 (mai 2021).
Si vous disposez d'ouvrages ou d'articles de référence ou si vous connaissez des sites web de qualité traitant du thème abordé ici, merci de compléter l'article en donnant les références utiles à sa vérifiabilité et en les liant à la section « Notes et références ».

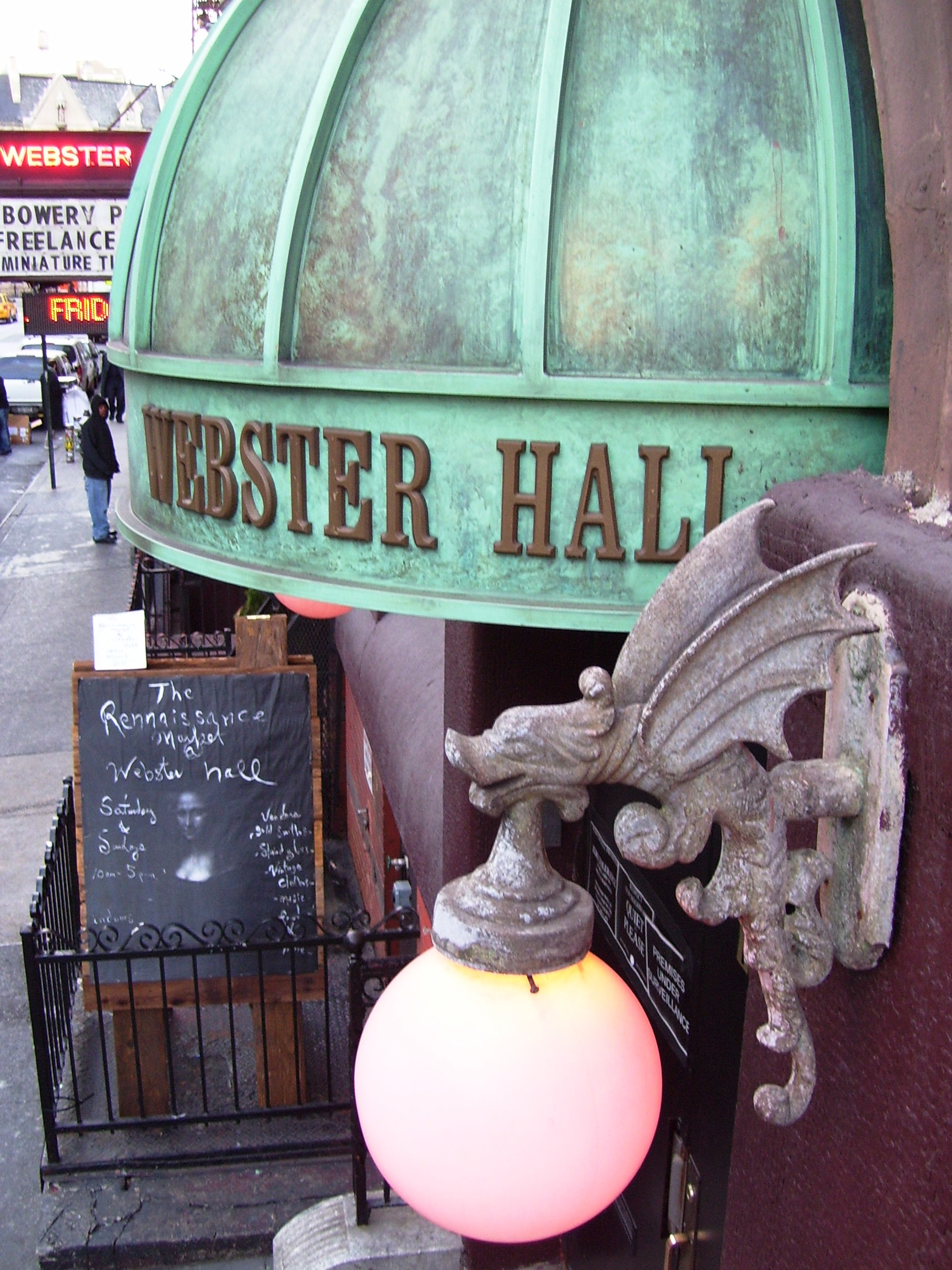
Le Webster Hall.

Webster Hall est une salle de concert et une boîte de nuit new-yorkaise située à proximité de l'Astor Place, sur l'île de Manhattan. Elle se situe au numéro 125 de la 11e rue, entre la Troisième Avenue et Park. Le bâtiment qui abrite la salle a été construit en 1886, mais celui-ci n'a ouvert en tant que lieu de spectacle et de divertissement public qu'en 1992.
Le lieu est depuis le 18 mars 2008 protégé par la New York City Landmarks Preservation Commission au titre de Landmark de la ville (New York City Landmark).